# Heinrich de Tschaschell
Heinrich de Tschaschell (* 13. April 1893 in Münster; † 21. Februar 1965 in Bremen) war ein deutscher Politiker (CDU). Er war Mitglied der Bremischen Bürgerschaft.

## Biografie

### Familie, Ausbildung und Beruf
Heinrich de Tschaschell war seit 1920 in Bremen als kaufmännischer Angestellter ansässig. 1931 wurde er selbständiger Kaufmann mit einem Kaffee-, Tee- und Kakaogeschäft. Ab 1932 war er Angestellter im Öffentlichen Dienst und seit 1939 als Vermessungstechniker bei der Reichspost.
De Tschaschell war mit Lina Hagens (1892–1945) verheiratet, das Paar hatte eine Tochter.

### Politik
1930 wurde de Tschaschell Mitglied und Mitbegründer der bremischen Landesgruppe des Christlich-Sozialen-Volksdienstes (CSVD), einer protestantisch-konservativen Partei in der Weimarer Republik. Die Partei löste sich 1933 auf, viele Mitglieder schlossen sich der NSDAP an wie auch de Tschaschell. Er war von 1937 bis 1942 Mitglied der NSDAP. Von 1942 bis 1945 war er als Soldat im Zweiten Weltkrieg. Im Juni 1947 wurde er als „nicht betroffen“ entnazifiziert.
Nach Kriegsende war er wieder als Vermessungstechniker bei der Post beschäftigt.
Nach dem Zweiten Weltkrieg trat er 1946 der CDU bei und war Mitbegründer des Bremer Landesverbandes der CDU. Von 1949 bis 1960 wirkte er Vorsitzender des CDU-Kreisverbandes Mitte. Er war von 1951 bis 1963 rund 12 Jahre lang Mitglied der Bremischen Bürgerschaft und in verschiedenen Deputationen der Bürgerschaft tätig. Von 1959 bis 1963 amtierte er als Vizepräsident der Bürgerschaft.